# Шведска
Шведска (слушајⓘ), званично Краљевина Шведска (слушајⓘ), нордијска је земља у Скандинавији, у северној Европи. Граничи се са Норвешком на западу, Финском на североистоку. На југозападу Ересундски мост спаја Шведску са Данском. Земљу окружују мореуз Скагерак на југозападу, те Балтичко море и Ботнијски залив на истоку. Главни град је Стокхолм, који је и највећи град Шведске.

## Етимологија
Опште се слаже да назив за Шведску потиче од прото-индоевропског корена *s(w)e, што значи „сопствени“, који се односи на сопствено племе из племенског периода. Изворно шведско име, Sverige (сложеница од речи Svea и rike, први пут забележена у сродном Swēorice у Беовулфу), преводи се као „краљевство Швеђана“, што је искључивало Гиц у Геталанду.

## Историја
Скандинавско полуострво насељавају разни народи током каменог доба. Регион затим напредује доста споро. Шведска је први пут поменута у првом веку, када је римски историчар Тацит забележио да на источној обали Свеаланда живе Свеви. Свеаланд је историјска регија по којој је Шведска касније добила име. У ΙХ и Х веку шведски викинзи шире свој утицај у балтичким државама и Русији. За разлику од норвешких и данских викинга, карактеристика шведских јесте да су били мање ратоборни а више усредсређени на трговину и колонизацију.
Шведска је доживела христијанизацију у ХΙΙ веку. У XIV веку, као и већина других европских земаља, била је погођена великом кугом, или Црном смрћу. У средњем веку проширује своје границе до Лапланда на северу и Финске. Финска до 1809. скоро 450 година припада Шведској. 1389. године склопљена је Калмарска унија, која је ујединила Шведску са Норвешком и Данском. Унија је на снази до 1521. када шведски краљ Густаф I после више ратова успева да формира самосталну државу, која се сматра темељен модерне Шведске. Недуго после тога, исти краљ одбацује римокатолицизам и уводи Шведску у протестантску реформацију. Густаф I се сматра оцем шведске државе.
Током XVII века Шведска расте да постане једна од моћнијих европских сила, пошто краљ Густаф II Адолф успешно води државу кроз Тридесетогодишњи рат. У Наполеонским ратовима, Шведска побеђује Данску. Као последица, 1814. Норвешка је приморана да формира унију са Шведском, у којој је остала све до 1905. Шведска од 1814. готово није учествовала ни у једном рату (о неутралности Шведске у Другом светском рату се расправља).
Током 1850-их, многи Швеђани остају незапослени. Последице тога су сиромаштво, алкохолизам и масовна емиграција. Верује се да између 1850. и 1910. године, више од милион Швеђана напушта домовину и насељава Сједињене Америчке Државе.
Током 1960-их Шведска постаје једна од богатијих држава света, а и дан-данас се налази на врху што се тиче стандарда живота. 1995. учлањује се у Европску заједницу, али 2003. шведски народ на референдуму бира да задржи своју валуту.

## Географија

### Положај
Балтичко море и Ботнијски залив на истоку Шведске стварају дугачку обалу, што утиче на климу. На западу, на граници са Норвешком налазе се Скандинавске планине. Јужни делови Шведске се углавном састоје од пољопривредних подручја, где је и густина насељености највећа. Осталу територију углавном заузимају шуме. Шведска је најнасељенија земља северне Европе и трећа по величини. Она се налази у источном делу Скандинавског полуострва. Граничи на западу са Норвешком, на североистоку са Финском. Шведска има површину од 449.964 km квадратних и око 8,9 милиона становника. Густина насељености је 20 становника по квадратном километру. Главни град је Стокхолм са око 1,5 милиона становника.

### Рељеф
У јужном делу земље налазе се наставци плодних низија Немачке и Данске који се даље простиру ка западу земље, док су на западу и северу земље Скандинавске планине.
Шведска се према више критеријума, између осталог и по морфолошким карактеристикама, може поделити на: Северну, Средњу и Јужну (Смоланд и Сконе) Шведску. „Северна Шведска” обухвата око 60% целокупног државног простора. У морфогенетском смислу она је стара површ у чијем се рељефу могу издвојити: највише планинске голети, фјелдови и тундре. Водени токови Северне Шведске, који теку са планинских предела на западу ка Ботничком заливу, карактеристични су по великим падовима, многобројним водопадима и природним акумулационим басенима - језерима. Моренски бедеми представљају глацијалне облике рељефа у регији. Бедеми прате речне токове, а дуж њих су подигнута села.
„Средња Шведска” обухвата пространу низију између Скагерака и Категата, на западу и Балтичког мора, на истоку. За њу се користи топоним „Језерска депресија”, по бројним језерима која су загаћена седиментима моренског материјала ледника и бројним рекама. Рељеф ове регије је разноврстан. Могу се издвојити заравни које се спуштају према Балтичком мору, мале изоловане низије и неправилно распрострањени моренски бедеми.
„Јужна Шведска” простире се јужно од језера Ветерн. Сачињавају је области Смоланд и Сконе, а припадају јој и острва Еланд и Готланд. Јужна Шведска је претежно висораван 200 – 300 m надморске висине. Област „Смоланд” је висораван прекривена моренским седиментима између којих се налазе мала језера и тресетишта. „Сконе” се простире на само 2,5% простора Шведске. Представља источни наставак Данске (наставак Селанда), а у морфометријском смислу је депресија чију подлогу представљају силурске стене. Острво Еланд има у основи гранитне стене.

### Клима
Шведски клима је умерена. Клима у Шведској је планинска, али и океанска. У јужним деловима земље клима је топлија, а северно од Меларена је све хладнија. Шведска има углавном благу климу. Зиме су хладне а лета свежа. С обзиром да се Шведска налази на северу, клима је релативно топла захваљујући топлоти која долази из Голфске струје.
На северу Шведске, где има високих планина, клима је углавном субарктичка, а на највишим врховима поларна.

### Воде
Више од 8% укупне територије Шведске је покривено водом, с око 30 главних река и око 90 хиљада језера, укључујући и језеро Ванерн (5648 km²).

#### Реке
Реке су претежно планинске са водопадима и брзацима. Оне извиру у Скандинавском планинском ланцу и уливају се у Ботнички залив или Балтичко море.

#### Језера
Језера има највише у подручју између Стокхолма и Гетеборга. Око 8% Шведске је покривено језерима.

### Флора и фауна
Врста вегетације је од тундре- области лишајева, маховина, закржљалог грмља, до густих четинарских шума. У шумама Шведске живе лос, ирвас, вапити, обични рис, вук, сова и друге врсте сисара и птица. Земља је богата рибом, као што су харинга и лосос .

## Политика
Шведска је уставна монархија са краљем Карлом XVI Густафом као шефом државе чија улога је махом церемонијална и репрезентативна. Када је 1974. године Шведска влада издала Инструмент Владе, уставни закон који описује државно уређење Шведске, Шведски краљ је изгубио сву политичку моћ, а његова задужења свела су се на церемонијалне формалности, као што су отварање редовних седница Риксдага, примање страних амбасадора, примање страних шефова држава, као и државне посете у другим земљама. Такође, Шведски краљ председава седницама Савета за спољне послове (швед. Utrikesnämnden), као и састанцима са премијером и Владом.
Законодавна власт је додељена једнодомном парламенту–Риксдагу са 349 посланика. Избори се одржавају сваке четири године на другу недељу у септембру. Право гласа на парламентским изборима имају грађани старији од 18 година. Законску иницијативу могу поднети посланици Риксдага или Влада Шведске. Риксдаг такође поседује могућност да мења и доноси амандмане на Основне законе - уставне акте Шведске, са два гласања апсолутном већином између којих су парламентарни избори.
Извршна власт је поверена Влади Шведске (швед. Regeringen) састављена од премијера којег поставља председавајући Рикстага на основу гласања, и министара (швед. Statsråd) који су постављени од стране премијера. Влада Шведске је извршни орган власти, и за своје поступке одговара Риксдагу. Јединствена карактеристика државне службе у Шведској је то да владине агенције одговарају директно Влади, а не министарствима, како је то случај у другим земљама, па министри имају мање одговорности.
Судство у Шведској је независно од Риксдага и Владе. Судови су подељени на опште судове, окружне судове, апелационе судове и Врховни суд.

### Шведски устав
Шведска као устав има четири уставна акта који се колективно називају Основни закони Шведске. Они регулишу политичко уређење Шведске делујући на сличан начин као устави већине других земаља. Основни закони Шведске су:
- Инструмент Владе (швед. Regeringsformen) - Најважнији основни закон који регулише основне принципе политичког живота у Шведској, као и основна права и слободе.[8]
- Акт о слободи штампе (швед. Tryckfrihetsförordningen)[12]
- Фундаментални закон о слободи изражавања (швед. Yttrandefrihetsgrundlagen) је закон који регулише слободу изражавања у разним облицима медија (преко радија, телевизије и интернета и тако даље...) осим у књигама и часописима, што је регулисано актом о слободи штампе.[13]
- Акт о сукцесији (швед. Successionsordningen) је један од првих уставних аката у Шведској. Акт о сукцесији регулише наследство на шведски престо. Шведска према овом акту следи пример апсолутне примогенитуре.[14]

### Војска
Оружане снаге Шведске (швед. Försvarsmakten) главна је оружана сила Краљевине Шведске и директно је подређена шведском министарству одбране. Главни задаци оружаних снага Шведске су обука војника за мировне операције у иностранству, као и припрема и одбрана земље у случају рата.
Шведске оружане снаге су подељене у четири гране:
- Шведска армија
- Шведско ратно ваздухопловство
- Шведска морнарица
- Шведско домобранство

Церемонијалну титулу врховног команданта врши шведски краљ, док стварну врховну команду оружаним снагама врши Главнокомандујући оружаних снага Шведске који уједно носи и највећи официрски чин у шведској војсци.
До краја Хладног рата у Шведској је било обавезано служење војног рока за све мушкарце. 1975. године број војника на служењу обавезног војног рока био је 45.000 док је до 2003. године тај број опао на 15.000. 1. јула 2010. године укинута је обавеза служења војног рока, а последњи кохорт војних обавезника по претходном закону је завршио служење рока лета 2011. године. Од 2018. је поново уведено обавезно служење војног рока, са једнаком обавезом за мушкарце и жене. Обавеза важи за особе рођене 1999. године па надаље и око 4.000 регрута из сваке генерације пролази основну војну обуку годишње.
По подацима од маја 2020. године, Шведска учествује у 14 међународним војним акцијама, пре свега у сарадњи са Уједињеним нацијама и Европском унијом. 177 припадника Оружаних снага Шведске налази се у иностранству. Највеће присуство Шведска има у Малију, а затим у Авганистану, на Средњем истоку, у Јужној Кореји, Сомалији, Централноафричкој Републици, Кашмиру, на Косову и Метохији и у Западној Сахари. Подржава још три акције Уједињених нација у Јемену, Демократској Републици Конго, односно у Јужном Судану.
Шведска није чланица НАТО савеза, али има блиску сарадњу са овим војним савезом. Део је Партнерства за мир. Сарађује са НАТО снагама у операцијама у Авганистану и на Косову и Метохији. Раније је учествовала у НАТО операцијама у Босни и Херцеговини и у Либији.

## Привреда
Транспорт и комуникације су од великог значаја за Шведску, ради величине земље и разбацаности природних богатстава и популације. Вековима, доминирало је бродарство, са Стокхолмом као главном луком на Балтику, касније Гетеборгом, као великом извозном луком, и низом лука на северу за извоз дрвета, руда и гвожђа. Изградња мреже железничких пруга (у 19. веку), омогућила је транспорт руда из планинских рудника на северу.

### Индустрија
Богати извори железне руде, дрвета и хидроенергије, вешти инжењери и радници, омогућили су наглу индустријализацију, раније сиромашне и претежно на пољопривреду оријентисане Шведске. Ови људи су својим стрпљивим и напорним радом као и знањем умели да искористе све оно што им је природа пружала. Најбогатији ресурси су црногоричне шуме, хидроенергија, руде железа, урана, и других минерала. Традиционално, тешка индустрија (нпр. целулозе, папира, и црна металургија) има велико учешће у извозу Шведске. На индустријске производе отпада више од 80% укупног извоза. Велике међународне компаније као што су Ериксон, АББ, Електролукс, Волво и Саб-Сканија, учествују са приближно 60% запослених у производњи са преко 80% извоза индустријских производа. На производе који се заснивају на науци (нпр. фармацеутска индустрија), отпада око 10% новостворене вредности у производњи. Индустрија електронских и телекомуникационих уређаја је последњих година у огромном успону. Предњачи компанија Ериксон, са најсавременијом производњом система рачунарске размене података, мобилне телефоније и ласерских програма. Компанија АББ, која углавном производи генераторе и остала постројења за пренос и дистрибуцију електричне енергије, уређаје за аутоматске производне линије, роботику и опрему за савремене електрифициране пруге, сарађује са око 1.000 компанија у око 140 земаља света. Компанија Гамбро се доказала у свету производњом веома квалитетних електронских уређаја за потребе медицине, као што су дијализатори, пејс-мејкери, респиратори и сл. У производњи аутомобила и камиона, значајне су компаније Волво и Саб-Сканија. У овој области једино је Јапан напредовао брже од Шведске, а извоз је око 86% годишње производње (тешких камиона, аутобуса и аутомобила). Авионска индустрија у Шведској обухвата производњу војних и цивилних авиона. у производњи учествују и остале компаније попут Волвоа (мотори), Ериксон и Електролукс (електронска опрема), и компанија Целзијус (завршни радови). Интензитет истраживања и развоја у Шведском производном сектору спада међу највише у свету. Транспортна опрема, телекомуникациона опрема, фармацеутски производи и машине, учествују са 85% у укупним трошковима за истраживање и развој у производном сектору. Битно је напоменути, да је 85% градског становништва у односу на укупан број.

#### Рударство
Шведској припада око 2% од укупне светске производње железне руде, један је од највећих извозника, а највећи у Европи. У извозу бакра, олова и цинка, учествује са око 1%, 3,7% и 3,3%. Око 1% тржишне вредности целе индустријске производње отпада на рударство, које запошљава 0,5% од укупног броја запослених. Укупна производња железне руде, 1998. године, износила је 20,9 милиона тона, сулфидних руда које садрже сумпор, бакар, олово, цинк, арсен, нешто мање сребра и злата, 24 милиона тона. Око 6 милиона тона креча, углавном за индустрију цемента. Највећа налазишта железне руде налазе се неколико стотина километара северније од поларног круга (лапонска тундра). Кируна, са околним брдима Луосавара и Кирунавара, највеће је налазисте, у коме су залихе око милијарду тона руде, са 70% гвожђа (налазиште је површине 16000 km²). Кируна је средиште огромног налазишта, рударски град, чије 3/4 становника ради у рударству. 1998. године, у овом налазишту ископано је 14 милиона тона руде железа. Малмбергет, такође у Лапонији (са производњом од 7 милиона тона 1998. године), је други по величини рудник железне руде у земљи. Руда из ових налазишта транспортује се железницом, и извози преко лука Нарвик (у Норвешкој) и Лулеа (северни део Шведске обале, Ботнички залив, зими залеђена). Највећи рудник бакра Аитик, такође се налази у овој регији. У области Скелефтеа, која се протеже од Болидена на истоку, до планинског ланца на западу, најзначајнија су налазишта сулфидних руда (Лаисвал, највећи извор оловне руде у Европи).

#### Енергетика
Основни извори енергије у Шведској су нафта, хидро и нуклеарна енергија. Недостатак нафте је замењен енергијом из хидроелектрана и биогоривом. Електрична енергија од 1970. углавном се производи у нуклеарним централама и хидроелектранама.

##### Хидроенергија
Највећа постројења за производњу хидроенергије су на 9 река северне Шведске. Најискоришћенија река је Лулеелвен, са 15 хидроцентрала, и производњом од око 14,1 Twh, затим Индалселвен (7,5 Twh), Уме елв (5,4 Twh) и Онгерманаелвен (5,5 Twh). Влада Шведске је у сврху очувања природних лепота ограничила и прописала строге услове за даљњу изградњу хидроелектрана, односно неке реке (иначе са великим потенцијалом) потпуно заштитила. То су најлепше реке, нерегулисане, са природним токовима, водопадима и брзацима, као сто су Винделелвен, Пите елв, Каликс елв и Торне елв.

#### Нуклеарна енергија
Први Шведски нуклеарни реактор пуштен је у рад 1972, а дванаести и последњи 1985. године. Сви се налазе у јужном делу земље: Барсебек (два реактора, укупно 1.200 Mw), Оскарсхамн (три реактора, 2.210 Mw), Рингхалс (четири реактора, 3.550 Mw) и Форсмарк (три реактора, 3.095 Mw). Укупна годишња производња је око 74 Twh. Дотрајали делови реактора и нуклеарни отпад одлаже се на локацијама Оскарсхамн и Форсмарк, у камене пећине око 50 m испод површине мора. Ниво радиоактивности се редовно контролише. Током 1996. године, производња енергије коришћењем биогорива (углавном тресета, брикета смоле и сл.), била је 87 Twh. Од енергената увози се нафта из земаља ОПЕЦ-а 25%. Од укупних 19 милиона тона, 70% долази из северног мора, одн. Норвешке, као највећег снабдевача (13 милиона тона). Рафинерије у Стокхолму и Гетеборгу углавном прерађују увезену нафту. Угаљ се увози из 7 земаља, од којих је Пољска најзначајнији снабдевач (око 35%). Остале земље су САД, Аустралија, Русија, Венецуела, Канада и Естонија. Природни гас у Шведску се увози из северног мора (Данска), око 870 m³, еквивалентно 9,4 Twh. Потрошња природног гаса је око 2% укупне потрошње енергије земље.

## Административна подела
Шведска је административно подељена у 21 регију. Свака регија има своју административну управу коју поставља влада. Шведска се понекад дели и у историјске покрајине, којих има 25.

## Становништво
Јануара 2017. становништво шведске је превазишло 10 милиона становника. По резултатима пописа од 31.12.2019. становништво Шведске саставља 10.327.589 милиона становника. У јужној трећини земље живи највећи део становништва.
После Другог светског рата Шведска је постала земља имиграције. Усељење је водећи фактор пораста становништва земље током последњих деценија. Данас је око 20% популације рођено ван Шведске, а отприлике свака четврта особа има инострано порекло. По подацима из 2019. године, имиграната има пре свега из Сирије, Ирака, Финске, бивше Југославије, Пољске, Ирана, Авганистана, Сомалије и Турске, у том редоследу. Имигранти са подручја бивше Југославије броје преко 120.000 људи.
По подацима од 2019. године, Шведска је на осмом месту по ИХР на свету, са индексом од 0,937. У погледу појединих компонената овог индекса, Шведска је на 12. месту по средњем људском веку (82,7 година), на 8. месту по очекиваној дужини школовања (18,8 година), на 23. месту по средњој дужини школовања (12.4 година) и на 17. месту по БДП-у (ПКМ) по глави становника (USD 47.955).
У Шведској посебна брига се води о деци. Сва деца имају место у забавишту, настава и књиге у школи су бесплатне, за свако дете је осигуран дечји додатак. Сви становници Шведске имају здравствену помоћ за незапослене, у пензију одлази се са 65 година живота (независно од пола).

#### Образовање
Деца похађају обавезно основно школовање од 1. до 9. разреда. Средње образовање траје три године и ученици га обично завршавају са 18 или 19 година. Шведска има неколико универзитета, главни од којих су Универзитет у Упсали, Универзитет у Лунду, Универзитет у Гетеборгу, Универзитет у Стокхолму, Институт Каролинска, Краљевски технолошки институт, Технолошки универзитет Чалмерс и Универзитет у Умеу.

#### Религија
На крају 2009, 52,8% Швеђана је припадало Шведској цркви (лутерани). Овај број се смањивао за око један проценат годишње током задње две декаде. Међутим, само око 2% чланова цркве редовно посећује недељне службе. Око 275.000 становника су евангелици, док су 100.000 православци, а 92.000 католици.
Резултати Евробарометар анкете из 2005. показују
- 23% Швеђана је одговорило да „они верују да постоји бог“.
- 53% је одговорило да „они верују да постоји нека врста духа или животне силе“.
- 23% је одговорило да „они верују да постоји нека врста духа, бога, или животна силе“.

### Језик
Службени језик је шведски. Шведски језик спада у групу германских језика, у подгрупу северногерманских језика. Сродан је пре свега са данским и норвешким. 2009. године донет је закон о статусу шведског језика као званичног, пре чега Шведска формално није имала службени језик језик. Пре тога, Финска је била једина земља где је шведски био признат као званични језик на државном нивоу (поред финског).
Шведска признаје пет званичних мањинских језика, на којима јавне услуге морају бити приступне: фински, меанкијели (у Финској сматраним дијалектом финског језика), сами, ромски и јидиш. Овај статус ти језици имају због историјског присуства у Шведској.
Велика већина Швеђана испод 60 година добро влада енглеским језиком.